# Vargnatt
Vargnatt je demoalbum norveškog black metal-sastava Ulver. Objavljen je 5. studenoga 1993. godine.

## Pozadina
Album je sniman od 13. do 17. listopada 1993. Često se navodi da je snimljen u „šumi trolova” (nor. trollskogen), iako je zapravo snimljen u Stovner Rockefabrikk u Oslu. Kao gostujući izvođač na ovom albumu pojavio se Robin Malmberg iz skupine Mysticum. Pjesma Ulverytternes kamp također se pojavila na split albumu Mysticum / Ulver sa skupinom Mysticum.

## Glazbeni stil i tekstovi
Glazba i stil pjesama usklađeni su s ranom norveškom black metal-supkulturom s početka 90-ih godina 20. stoljeća, no uradak sadrži i elemente džeza, rocka, gothic rocka i avangardne glazbe. Stihovi su pisani arhaičnim dansko-norveškim jezikom i nastali su pod velikim utjecajem skandinavskih narodnih priča, a nadahnuti su i baroknim pjesnicima kao što su Ludvig Holberg i Thomas Kingo. Tekstove su pisali Kristoffer "Garm" Rygg i Jørn Henrik Sværen. Osim za naslovnu pjesmu, tekstovi nisu bili tiskani.
Naslovnica albuma sadrži gravure vukodlaka iz 19. stoljeća iz zbirke Mansell u Londonu.

## Reizdanja
Godine 2003. demoalbum je ponovno objavljen u remasteriranoj inačici ograničenoj na 1000 primjeraka. Izdanje sadrži dodatne fotografije i ilustracije te bilješke o albumu Chrisa Brunija. 
Također se pojavio u Ulverovu box setu Trolsk Sorrmetall 1993–1997, koji je 2014. godine objavila diskografska kuća Century Media Records. Ograničen na 5000 primjeraka, taj box set sadrži pjesme s Vargnatta i skladbe s prva tri albuma sastava: Bergtatt – Et Eeventyr i 5 Capitler, Kveldssanger i Nattens Madrigal – Aatte Hymne til Ulven i Manden. Na tom se izdanju nalaze i dodatne četiri demosnimke pjesama s Nattens Madrigala snimljene u ljeto 1995. godine.

## Popis pjesama
| 1. | »Her begynner mine arr...«             | J.H. Sværen | C. Michael   | 3:12 |
| 2. | »Tragediens trone«                     | J.H. Sværen | Ulver        | 4:01 |
| 3. | »Trollskogen« (instrumentalna skladba) |             | H. Jørgensen | 4:31 |

| Strana B | Strana B             | Strana B    | Strana B   | Strana B | Strana B | Strana B | Strana B | Strana B | Strana B |
| Br.      | Skladba              | Tekstopisac | Skladatelj | Trajanje |          |          |          |          |          |
| -------- | -------------------- | ----------- | ---------- | -------- | -------- | -------- | -------- | -------- | -------- |
| 4.       | »Ulverytternes kamp« | Kris R.     | Ulver      | 5:40     |          |          |          |          |          |
| 5.       | »Nattens madrigal«   | Kris R.     | Ulver      | 6:28     |          |          |          |          |          |
| 6.       | »Vargnatt«           | J.H. Sværen | C. Michael | 4:15     |          |          |          |          |          |
| 28:07    |                      |             |            |          |          |          |          |          |          |

## Zasluge
Ulver
- C. Michael – bubnjevi
- Kris R. – vokal, naslovnica albuma
- A. Reza – solo-gitara
- Grellmund – ritam gitara
- H. Jørgensen – akustična gitara

Dodatni glazbenici
- Robin – bas-gitara